# 杉野村 (岐阜県恵那郡)
杉野村（すぎのむら）は、かつて岐阜県恵那郡にあった村である。
現在の恵那市明智町杉野に該当する。
村名は、前身となった杉平村と門野村の名から一文字ずつとった合成地名である。

## 大字・字
- 大字:無し
- 字:中島、日影日、上貝戸、道合、向田、長久保、大平、花柄、花柄新田、瀧坂、岩原、霜屋、防ケ平、山中、中田、傍示松、長洞、上山地、下山地、柳ケ下、黒澤、下田、岩曾、八澤、馬坂田、袖破、洞田、大下、後田、芳原、縄手、森前、二本松

## 歴史
- 平安時代末期から戦国時代末期まで、美濃国恵那郡遠山荘の一部。岩村城を本拠地とする地頭遠山氏の分家である明知遠山氏の領地であった。
- 江戸時代、この地域はは旗本の明知遠山氏の領地であった。
- 1875年（明治8年） - 門野村と杉平村が合併し、杉野村となる。
- 1889年（明治22年）7月1日 - 町村制により、杉野村発足。
- 1897年（明治30年）4月1日 - 明知町、野志村、東方村と合併し、明知町発足。同日杉野村は廃止。
- 1905年（明治38年）7月1日 - 明知町の一部（旧・野志村、杉野村、東方村）が明知町より分立し、静波村が発足する。

## 神社・仏閣
- 門野神社

## 教育
- 杉野尋常小学校（後の静波村立杉野小学校。1947年に閉校し、明知町の明知町立明知小学校に委託）